# Кане, Гийом
Гийом Кане́ (фр. Guillaume Canet; род. 10 апреля 1973, Булонь-Бийанкур, Франция) — французский актёр, кинорежиссёр и сценарист. Кане играл в таких фильмах, как «Влюбись в меня, если осмелишься», «Пляж», «Просто вместе», «Прошлой ночью в Нью-Йорке». Как режиссёр и сценарист он работал над картинами «Вечно молодой», «Кровные узы», «Маленькие секреты», «Как скажешь» и «Не говори никому». За режиссуру последней в 2007 году Кане получил премию Сезар.

## Биография
Сын коневодов, Кане провёл своё детство в сельской местности недалеко от Парижа. В юности Гийом хотел стать жокеем, но не сложилось: он упал с лошади и получил травму, которая поставила крест на дальнейших тренировках. В детстве Гийом учился в частной школе Saint-Louis-Notre-Dame Du Bel Air в Монфоре, Франция. Позже он окончит актёрские курсы Франсуа Флорана. В 1994 году дебютировал на сцене театра Эберто. Его амплуа — наивные молодые люди, романтичные и неопытные в любовных отношениях.
Поработав некоторое время в рекламе и на телевидении, Кане начал сниматься сначала в короткометражном, а затем и полнометражном кино.
В 1997 году вышел фильм «Барракуда». За роль в картине Кане получил награду Фестиваля Сен-Жан-де-Люза в номинации «Лучший актёр» в 1999 году. В том же году Кане получил номинацию на Премию Сезар за роль в комедии «В самое сердце». Затем начались съёмки фильма «Пляж» режиссёра Дэнни Бойла, а после — картин «День, когда вернулись лошадки» и «Верность», в которой партнёршей по съёмочной площадке Кане стала знаменитая Софи Марсо.
В 2002 году Кане сыграл в фантастическом фильме «Видок» вместе с Жераром Депардьё. В том же году он впервые выступил режиссёром и сценаристом, в его фильме «Как скажешь» сыграла Диана Крюгер.
В 2003 году вышел фильм «Влюбись в меня, если осмелишься», впоследствии ставший хитом. В главных ролях в фильме сыграли Гийом Кане и Марион Котийяр. Следующим фильмом с Кане стала картина «Счастливого Рождества», в котором также сыграла Диана Крюгер, в 2006 году был номинирован на Премию Оскар как «Лучший фильм на иностранном языке»(Франция).
В 2006 году Кане выпустил ещё один свой проект. Над картиной «Не говори никому» Кане работал как режиссёр и сценарист. В основу фильма лёг роман Харлана Кобена. В главной роли в картине выступил известный французский актёр Франсуа Клюзе. Кане также сыграл в фильме небольшую роль. Фильм получил четыре премии Сезар, в том числе за лучшую режиссуру.
Премьера триллера Гийома Кане «Кровные узы» состоялась на 66-м Каннском кинофестивале 20 мая 2013 года.
В 2018 году на Каннском кинофестивале состоялась премьера комедии «Непотопляемые» режиссёра Жиля Леллуша, в которой Гийом Кане исполнил одну из главных ролей. Его партнёрами по съёмочной площадке стали такие знаменитые актёры, как Матьё Амальрик, Бенуа Пульворд, Жан-Юг Англад, Виржини Эфира, Лейла Бехти и Марина Фоис. В драматической комедии Николя Бедоса «Прекрасная эпоха» Кане исполнил роль преуспевающего антрепренёра, который помогает главному герою отправиться в прошлое, чтобы он смог вновь пережить первую встречу со своей будущей женой.

## Личная жизнь
Первой девушкой Гийома Кане была французская актриса Марина Хэндс, обладательница премий Сезар и Люмьер за главную роль в драме «Леди Чаттерлей».
В 2001—2006 годах Гийом состоял в браке с актрисой Дианой Крюгер. По словам Крюгер, брак не был успешным из-за того, что им с Кане приходилось работать в разных частях мира. Это и послужило причиной развода. Некоторое время затем Кане встречался с Карлой Бруни (ныне — женой экс-президента Франции Николя Саркози). После — с французской актрисой Элоди Наварр («Империя волков», «Танцуй с ним», «Любит — не любит»), а затем — с французской актрисой и моделью Луизой Бургуэн («Любовь живёт три года», «Необычайные приключения Адель», «Девушка из Монако»).
С 2007 года Кане состоит в отношениях с актрисой Марион Котийяр, с которой он сыграл в фильмах «Влюбись в меня, если осмелишься», «Последний полёт» и «Вечно молодой». 19 мая 2011 года у них родился сын Марсель, а 10 марта 2017 — дочь Луиз.

## Фильмография

### Актёр
| Год  |    | Русское название                         | Оригинальное название                               | Роль                   |
| ---- | -- | ---------------------------------------- | --------------------------------------------------- | ---------------------- |
| 1995 | ф  | Единственный сын                         | Fils Unique                                         |                        |
| 1997 | ф  | Барракуда                                | Barracuda                                           | Люк                    |
| 1998 | ф  | Сентиментальное воспитание               | Educação Sentimental                                |                        |
| 1998 | ф  | В самое сердце                           | En plein cœur                                       |                        |
| 1999 | ф  |                                          | Trait d’union                                       |                        |
| 1999 | ф  |                                          | Je regle mon pas sur le pas de mon pere             |                        |
| 1999 | ф  | Дефис                                    | J’peux pas dormir                                   |                        |
| 2000 | ф  | Пляж                                     | The Beach (La Plage)                                | Этьен                  |
| 2000 | ф  | Верность                                 | Fidelity (La Fidelite)                              | Немо                   |
| 2000 | ф  | День, когда вернулись лошадки            | The Day the Ponies Come Back                        | Даниэль Мулин          |
| 2001 | ф  | Укусы рассвета                           | Les Morsures de l’aube                              |                        |
| 2001 | ф  | Видок                                    | Vidocq                                              | Этьен Буассе / Алхимик |
| 2002 | ф  | Как скажешь                              | Le Frere du guerrier                                |                        |
| 2002 | ф  | Тысяча тысячных                          | Mille milliemes                                     |                        |
| 2002 | ф  | Брат воина                               | Le Frère du guerrier                                | Арно                   |
| 2002 | ф  | Как скажешь                              | Mon idole                                           |                        |
| 2003 | ф  | Влюбись в меня, если осмелишься          | Love me if you dare (Jeux d’enfants)                | Жульен Жанье           |
| 2003 | ф  | Ключи от машины                          | Les Clefs de bagnole                                |                        |
| 2004 | ф  | Глюк                                     | Narco                                               | Гус                    |
| 2005 | ф  | Счастливого рождества                    | Merry Christmas (Joyeux Noel)                       | лейтенант Аудберт      |
| 2005 | ф  | Ад                                       | Hell (L’Enfer)                                      | Себастьян              |
| 2005 | ф  | Билет в космос                           | Un ticket pour l’espace                             | Yonis / Bernard Guérin |
| 2006 | ф  | Не говори никому                         | Tell No One (Ne le dis a personne)                  | Филлип Навилль         |
| 2006 | ф  | Тачки                                    | Cars                                                | (фр.озвучка)           |
| 2007 | ф  | Просто вместе                            | Hunting and Gathering (Ensemble, c'est tout)        | Франк                  |
| 2007 | ф  | Дорогая                                  | Darling                                             |                        |
| 2007 | ф  | Ключ                                     | La Clef                                             |                        |
| 2008 | ф  | Кровные узы                              | Les Liens du sang                                   | Франсуа                |
| 2008 | ф  | Командировка                             | Voyage d'affaires                                   |                        |
| 2009 | ф  | Шпионы                                   | Espion(s)                                           |                        |
| 2009 | ф  | Прощальное дело                          | The Farewell Affair (L'affaire Farewell)            | Пьер Фромен            |
| 2009 | ф  | Последний полёт                          | The Last Flight                                     | Антуан Шове            |
| 2010 | ф  | Прошлой ночью в Нью-Йорке                | Last Night                                          | Алекс Манн             |
| 2011 | ф  | Замечательная жизнь                      | A Better Life (Une vie meilleure)                   | Ян                     |
| 2011 | ф  | Новая война пуговиц                      | War of the Buttons (La nouvelle guerre des boutons) | Учитель                |
| 2012 | ф  | Право на «лево»                          | Les infideles                                       | Теобальд               |
| 2013 | ф  | Жапплу                                   | Jappeloup                                           | Пьер Дюран             |
| 2014 | ф  | В следующий раз я буду стрелять в сердце | La prochaine fois je viserai le coeur               |                        |
| 2014 | ф  | Мужчина, которого слишком сильно любили  | L’homme qu’on aimait trop                           | Морис Агнеле           |
| 2015 | мф | Маленький принц                          | Le Petit Prince                                     | Мистер Принц           |
| 2015 | ф  | Допинг                                   | The Program                                         | Доктор Феррари         |
| 2016 | ф  | Осада Жадовиля                           | Le secret des banquises                             | Рене Фольк             |
| 2016 | ф  | Любовь и пингвины                        | The Siege of Jadotville                             | профессор Куиньяр      |
| 2016 | ф  | Сезанн и я                               | Cézanne et moi                                      | Эмиль Золя             |
| 2017 | ф  | Мой сын                                  | Mon garçon                                          | Жюльен Перрен          |
| 2017 | ф  | Вечно молодой                            | Rock’n Roll                                         | Гийом Кане             |
| 2018 | ф  | Непотопляемые                            | Le Grand Bain                                       | Лоре                   |
| 2018 | ф  | Двойная жизнь                            | Doubles vies                                        | Ален Дэниэлсон         |
| 2019 | ф  | Прекрасная эпоха                         | La belle époque                                     | Антуан                 |
| 2023 | ф  | Астерикс и Обеликс: Поднебесная          | Astérix et Obélix: L’Empire du Milieu               | Астерикс               |
| 2023 | ф  | Катастрофа                               | Acide                                               | Михал                  |
| 2023 | ф  | (Не)бывшие                               | Hors-saison                                         | Лоран                  |
| 2024 | ф  | Потоп                                    | Le Déluge                                           | Людовик XVI            |
| 2024 | ф  | Красавица                                | Belle                                               | Пьер                   |

### Режиссёр
| Год  | Фильм                                                                    | Заметки |
| ---- | ------------------------------------------------------------------------ | --- |
| 1996 | Sans Regrets                                                             | Короткометражка |
| 1998 | Je t’aime                                                                | Короткометражка Сценарист |
| 2000 | Scénarios sur la drogue                                                  | ТВ Короткометражка |
| 2000 | J’peux pas dormir                                                        | Короткометражка Сценарист |
| 2002 | Как скажешь                                                              | Режиссёр/Сценарист Номинация — Премия «Сезар» за лучшую дебютную работу                                                                                                 |
| 2006 | Не говори никому                                                         | Режиссёр/Сценарист Награда — Премия «Сезар» за лучшую режиссуру Номинация — Премия «Сезар» за лучший фильм Номинация — Премия «Сезар» за лучший адаптированный сценарий |
| 2010 | Маленькие секреты                                                        | Режиссёр/Сценарист |
| 2013 | Кровные узы                                                              | Режиссёр/Сценарист |
| 2017 | Вечно молодой / Rock’n Roll                                              | Режиссёр/Сценарист |
| 2019 | Маленькие секреты большой компании / Nous finirons ensemble              | Режиссёр/Сценарист |
| 2022 | Астерикс и Обеликс: Поднебесная / Astérix et Obélix : L’Empire du Milieu | Режиссёр/Сценарист |